# North Lakeville
North Lakeville – jednostka osadnicza w Stanach Zjednoczonych, w stanie Massachusetts, w hrabstwie Plymouth.